# Ridda

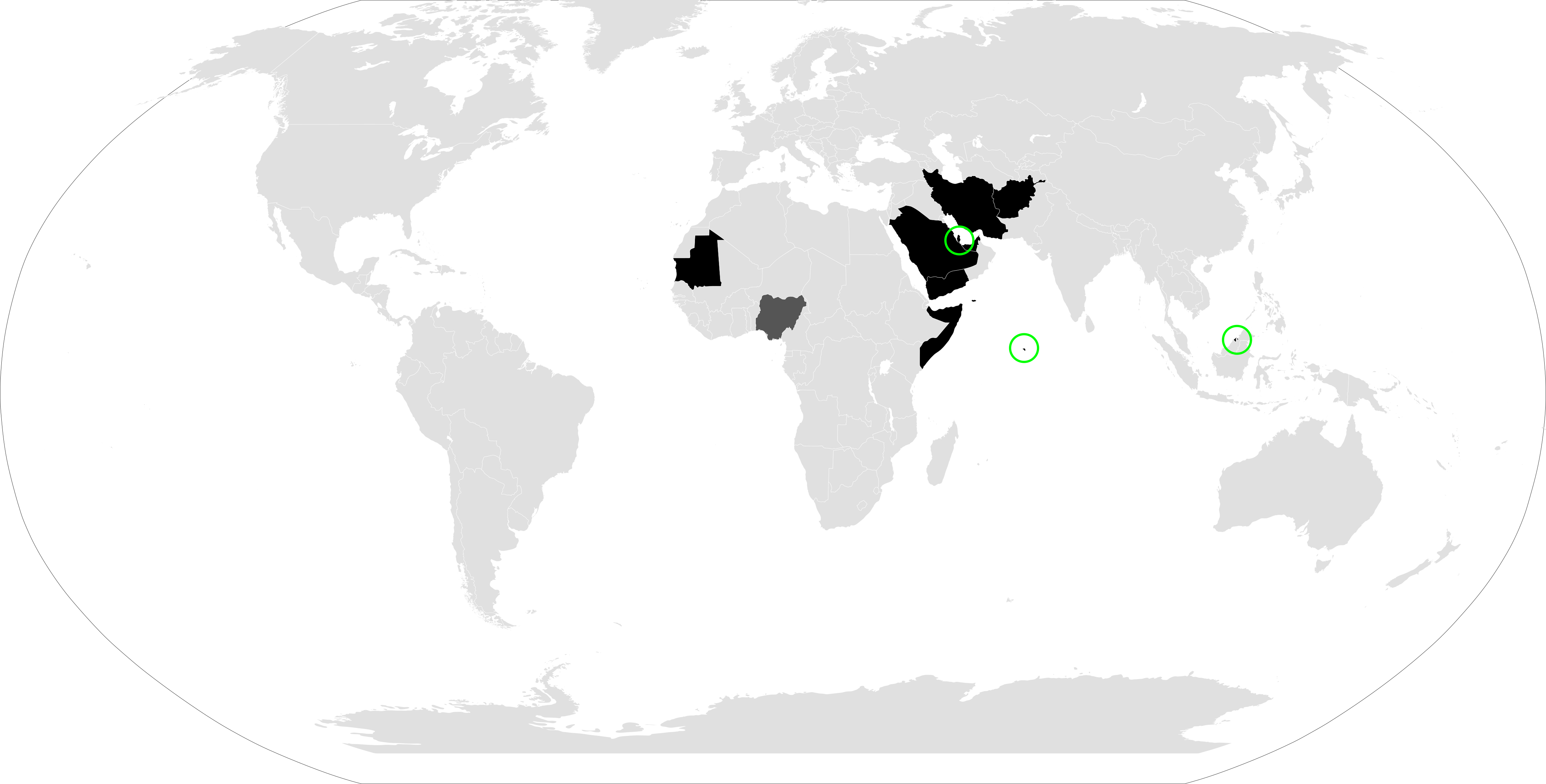
Stati con pena di morte per apostasia

Ridda (in arabo ردة‎? riddah) è un termine della lingua araba che significa "apostasia dall'Islam".

## Descrizione
Nell'Islam, la ridda comporta l'applicazione di una delle pene-hadd (la parola hadd sta a indicare il "limite, confine" imposto da Allah all'operato umano) previste esplicitamente dalla Shari'a. Il murtadd (apostata) viene sanzionato con la pena capitale se l'atto non sia avvenuto per sfuggire alla morte o a un pericolo grave per sé o per i propri cari e se sia stato compiuto con la precisa intenzione (niyya) di abbandonare la "vera fede". Al colpevole viene imposto un periodo di riflessione da compiere in stato di reclusione (le scuole giuridiche divergono circa la durata temporale, anche se l'orientamento è portato a concedere 3 giorni al reprobo) dopo la quale o si torna alla primitiva condizione di musulmano o si affronta la pena di morte.
Dalla pena è escluso chiunque si trovi in stato di insanità di mente, anche temporanea, mentre la dottrina prevede un trattamento assai più lieve per la donna, per la quale non si indica in linea di massima un limite temporale per il suo possibile pentimento. È da ricordare che, in alcuni paesi, ad esempio l'Afghanistan, la famiglia del coniuge dell'apostata ha in pratica il diritto di eseguire per suo conto la pena di morte a salvaguardia dell'onore familiare così fortemente vilipeso, senza essere chiamato a renderne conto in giudizio.
Va sottolineato che non c'è un versetto del Corano che indichi espressamente il divieto di apostasia e la pena di morte come punizione, anzi c'è il versetto "Non c'è costrizione nella religione" (Corano, 2:256). Quindi i coranisti e molti teologi antichi (Ibn al-Walid al-Baji e l'hanbalita Ibn Taymiyya) e contemporanei (Wāʾil Ḥallāq, Gamāl al-Bannā, Ṭāhā Jābir al-Alwānī, Ahmad Kutty e Shabir Ally) considerano lecita l'apostasia dall'Islam e gli hadith che la puniscono con la morte sarebbero hadith "deboli" (ḍaʿīf, falsi, mai pronunciati da Muḥammad) o strettamente legati a contesti di guerra. Tuttavia gli hadith che prevedono la pena di morte per gli apostati sono considerati autorevoli dalla totalità dell'islam sunnita. 

Leggi sull'apostasia. In certi casi non viene direttamente punita ma può essere considerata un tradimento politico o blasfemia o lesa maestà.

Attualmente 13 paesi islamici che prevedono nella loro legislazione la pena di morte per chi si converte ad un'altra religione sono: Afghanistan, Iran, Malaysia, Maldive, Mauritania, Nigeria (nelle zone dove si applica la sharia), Pakistan, Qatar, Arabia Saudita, Somalia, Sudan, Emirati Arabi Uniti e Yemen. Il Pakistan prevede la pena capitale per la "blasfemia", includendovi l'ateismo. Anche altri la trattano sotto altre fattispecie, di solito blasfemia, come ad esempio in Indonesia e Palestina. Molti paesi impongono la condanna al carcere, sanzioni minori o la perdita di alcuni diritti.
Ufficialmente l'apostasia è lecita in alcuni paesi islamici più laici come Iraq, Tunisia, Turchia e Libano, e in paesi a maggioranza islamica o con presenza islamica significativa ma fortemente laicizzati o con legislazione secolare (es. Albania, Bosnia-Erzegovina, Kosovo, Kazakistan, India, Bangladesh, per gli arabo-israeliani...).
A mitigare la severità della sanzione del testo sacro dei musulmani sono però i diversi dispositivi di applicazione della pena elaborati dalle scuole giuridiche islamiche (madhhab, pl. madhāhib), che possono prevedere una breve reclusione "di riflessione" o anche una reclusione a tempo non determinato.

## Riferimenti nel Corano
Il Corano afferma che Dio disprezza l'apostasia e asserisce esplicitamente la necessità della condanna a morte dell'apostata nel verso 4:89. Nei versi 3:72, 3:90,16:106,4:137 e 5:54 direttamente correlati all'apostasia non prescrivono una punizione terrena o la morte. Sulla base di questi versi, i musulmani che credono solo nel Corano rifiutano qualsiasi sanzione civile o penale nei confronti degli apostati.
L'ayatollah Hossein-Ali Montazeri, un influente giurista sciita, afferma che è probabile che la punizione sia stata prescritta da Maometto agli albori dell'Islam a causa delle cospirazioni politiche contro l'Islam e i musulmani e non soltanto per il cambiare fede o l'esprimerlo. Montazeri definisce tipi diversi di apostasia, tuttavia insiste nel prescrivere la pena capitale per un apostata che mostri ostilità verso la comunità musulmana.
Ciononostante, la maggioranza dei giuristi islamici è concorde sulla necessità di seguire comunque l'esempio del profeta, in mancanza di chiare istruzioni riguardo a possibile eccezioni. Per questo motivo, molte nazioni islamiche adottano la pena di morte in caso di apostasia.

## Riferimenti neiʾaḥādīth
Gli ʾaḥādīth (l'insieme delle citazioni attribuite a Maometto e i racconti della sua vita da parte di persone che affermano di esserne state testimoni oculari) includono affermazioni che studiosi musulmani, come lo sceicco Muhammad Ṣāliḥ al-Munajjid, reputano valida giustificazione per irrogare la pena di morte per apostasia. Qui sotto riportiamo soltanto quelle del Ṣaḥīḥ di Bukhari, considerate affidabili dalla grande maggioranza dei musulmani:
- Narrato da ʿAbd Allāh: l'Inviato di Dio disse: “Il sangue di un musulmano che confessa che nessuno ha il diritto di essere adorato se non Allah e che io sono il Suo Inviato, non può essere sparso se non in tre casi: in caso di omicidio, nel caso in cui una persona sposata partecipi a un atto sessuale illegittimo e nel caso in cui una persona abbandoni l'Islam (apostata) e lasci [la comunità dei] musulmani”[5]
- Narrato da Abū Dharr [al-Ghifārī]: Il Profeta disse, “Gabriele mi ha detto: ‘Chiunque fra voi seguaci muore senza aver adorato nessun altro se non Allāh, entrerà nel Paradiso (o non entrerà nel Fuoco (dell'Inferno)).'"  Venne chiesto al Profeta: “Anche se avesse commesso atti sessuali illegittimi o ladrocinio?” Egli replicò: “Anche in quel caso.”[6]
- Narrato da Abū Mūsā [al-Ashʿarī]: "Un uomo accettò l'Islam e in seguito ritornò al Giudaismo. Muʿādh b. Jabal venne e vide l'uomo assieme ad Abū Mūsā. Muʿādh chiese: "Cosa c'è che non va con questo (uomo)? Abū Mūsā rispose: "Egli ha accettato l'Islam e quindi è tornato al Giudaismo". Muʿādh replicò: "Non mi siederò a meno che non lo ucciderai (in quanto questo è) il verdetto di Allāh e del Suo Apostolo".[7]
- Narrato da ʿIkrima [b. Abī Jahl]: ʿAli [b. Abī Ṭālib] bruciò alcune persone (ipocriti) e questa notizia raggiunse Ibn ʿAbbās,[8] che disse: “Se fossi stato al suo posto non li avrei bruciati, perché il Profeta ha detto: ‘Non punite (nessuno) con la Punizione di Allāh'.[9]  Nessun dubbio comunque che li avrei uccisi, perché il Profeta ha detto: ‘Se qualcuno (un musulmano) abbandona la sua religione, uccidetelo'“.[10]

## Guerra della ridda
Si parla di guerra della ridda nel VII secolo, volendosi riferire alle operazioni militari ordinate dal califfo Abū Bakr nel momento in cui, con la morte di Maometto, numerose tribù arabe che s'erano convertite, o che avevano raggiunto comunque un accordo col Profeta, si ritennero in diritto di recuperare la loro primitiva libertà d'azione.

## Diversi punti di vista
Non sono mancati molti studiosi e giuristi musulmani che si sono schierati contro la pena di morte per apostasia, in tempi moderni alcuni studiosi islamici, tra cui Wael Hallaq , hanno affermato che le leggi contro l'apostasia non derivavano dal Corano.
Gamal al-Banna, Taha Jabir Alalwani, Ahmad Kutty dell'Istituto islamico di Toronto. e Shabir Ally sono contrari alla pena di morte per apostasia, citando i versetti del Corano che sostengono il libero arbitrio, e spiegando inoltre che gli ʾaḥādīth che parlano della pena di morte per gli apostati si riferiscono ad un periodo in cui i musulmani subivano persecuzioni da parte dai pagani, quindi lasciare la comunità musulmana significava di conseguenza schierarsi da parte dei nemici dei musulmani.
Altri credono che la pena di morte può essere applicata solo quando l'apostasia è accompagnata da tentativi di "danneggiare" la comunità musulmana, respingendo la pena di morte negli altri casi. Questi includono Ahmad Shafaat, Jamal Badawi, Yusuf Estes, Javed Ahmad Ghamidi, Inayatullah Subhani e il giurista Malikita Abu al-Walid al -Baji.
Anche alcuni giuristi musulmani del Medioevo quali Ibn al-Walid al-Baji e il hanbalita Ibn Taymiyya hanno affermato che l'islam non prevede alcuna punizione terrena per gli apostati.

## Ex musulmani
Con ex musulmano o ex musulmani si indicano nella società occidentale gli individui che sono stati cresciuti come musulmani o si sono convertiti all'Islam e in seguito hanno scelto di abbandonare questa religione per motivi personali, filosofici, religiosi o pratici. Questi individui possono incontrare sfide legate alle condizioni e alla storia dell'Islam, alla cultura e alla giurisprudenza islamica, così come alla cultura musulmana locale, che ostacolano fortemente l'apostasia. In risposta, gli ex musulmani hanno formato movimenti letterari e sociali, così come reti e organizzazioni di mutuo sostegno, per affrontare le difficoltà associate all'abbandono dell'Islam e per aumentare la consapevolezza delle questioni relative ai diritti umani che potrebbero incontrare; tra questi movimenti il Zentralrat der Ex-Muslime e il Centraal Comité voor Ex-moslims.